# 543302 Hamvasbéla
543302 Hamvasbéla è un asteroide della fascia principale. Scoperto nel 2013, presenta un'orbita caratterizzata da un semiasse maggiore pari a 3,1909377 au e da un'eccentricità di 0,2227553, inclinata di 25,69019° rispetto all'eclittica.
L'asteroide è dedicato al filosofo ungherese Béla Hamvas.